# كأس ويلز 1884–85
كأس ويلز 1884–85 (بالإنجليزية: 1884–85 Welsh Cup)‏ هو موسم من كأس ويلز. فاز فيه Druids F.C. ‏.